# Quick Step-Alpha Vinyl/2022
Deze pagina geeft een overzicht van de UCI World Tour wielerploeg Quick Step-Alpha Vinyl in 2022.

## Algemeen
Algemeen manager: Patrick Lefevere
Teammanager: Wilfried Peeters, Tom Steels
Ploegleiders: Davide Bramati, Brian Holm, Klaas Lodewyck, Ricardo Scheidecker, Geert Van Bondt en Rik Van Slycke
Fietsmerk: Specialized

## Renners
| Naam                  | Geboortedatum | Nationaliteit       | Ploeg 2021            |
| --------------------- | ------------- | ------------------- | --------------------- |
| Julian Alaphilippe    | 11-06-1992    | Frankrijk           |                       |
| Kasper Asgreen        | 08-02-1995    | Denemarken          |                       |
| Andrea Bagioli        | 23-03-1999    | Italië              |                       |
| Davide Ballerini      | 21-09-1994    | Italië              |                       |
| Mattia Cattaneo       | 25-10-1990    | Italië              |                       |
| Rémi Cavagna          | 10-08-1995    | Frankrijk           |                       |
| Mark Cavendish        | 21-05-1985    | Verenigd Koninkrijk |                       |
| Josef Černý           | 11-05-1993    | Tsjechië            |                       |
| Tim Declercq          | 21-03-1989    | België              |                       |
| Dries Devenyns        | 22-07-1983    | België              |                       |
| Remco Evenepoel       | 25-01-2000    | België              |                       |
| Mikkel Frølich Honoré | 21-01-1997    | Denemarken          |                       |
| Fabio Jakobsen        | 31-08-1996    | Nederland           |                       |
| Iljo Keisse           | 21-12-1982    | België              |                       |
| James Knox            | 04-11-1995    | Verenigd Koninkrijk |                       |
| Yves Lampaert         | 10-04-1991    | België              |                       |
| Fausto Masnada        | 06-11-1993    | Italië              |                       |
| Michael Mørkøv        | 30-04-1985    | Denemarken          |                       |
| Mauro Schmid          | 04-12-1999    | Zwitserland         | Team Qhubeka NextHash |
| Florian Sénéchal      | 10-07-1993    | Frankrijk           |                       |
| Pieter Serry          | 21-11-1988    | België              |                       |
| Stijn Steels          | 21-08-1989    | België              |                       |
| Jannik Steimle        | 04-04-1996    | Duitsland           |                       |
| Zdeněk Štybar         | 11-12-1985    | Tsjechië            |                       |
| Martin Svrček *       | 17-02-2003    | Slowakije           | -                     |
| Bert Van Lerberghe    | 29-09-1992    | België              |                       |
| Stan Van Tricht       | 20-09-1999    | België              | SEG Racing Academy    |
| Ilan Van Wilder       | 14-05-2000    | België              | Team DSM              |
| Mauri Vansevenant     | 01-06-1999    | België              |                       |
| Ethan Vernon          | 26-08-2000    | Verenigd Koninkrijk | -                     |
| Louis Vervaeke        | 06-10-1993    | België              | Alpecin-Fenix         |

*vanaf 1 juli

### Stagiairs
Per 1 augustus 2022
| Naam           | Geboortedatum | Nationaliteit | Vorige ploeg        |
| -------------- | ------------- | ------------- | ------------------- |
| Simone Raccani | 02-03-2001    | Italië        | Zalf Euromobil Fior |

### Vertrokken
| Naam           | Geboortedatum | Nationaliteit    | Ploeg 2022            |
| -------------- | ------------- | ---------------- | --------------------- |
| João Almeida   | 05-08-1998    | Portugal         | UAE Team Emirates     |
| Shane Archbold | 02-02-1989    | Nieuw-Zeeland    | BORA-hansgrohe        |
| Sam Bennett    | 16-10-1990    | Ierland          | BORA-hansgrohe        |
| Ian Garrison   | 14-04-1998    | Verenigde Staten | L39ion of Los Angeles |
| Álvaro Hodeg   | 19-09-1996    | Colombia         | UAE Team Emirates     |

## Overwinningen
| Nationale kampioenschappen wielrennen België - tijdrit: Remco Evenepoel Frankrijk - wegrit: Florian Sénéchal Verenigd Koninkrijk - wegrit: Mark Cavendish Europees kampioenschap op de wegFabio Jakobsen Wereld kampioenschap op de wegRemco Evenepoel Ronde van Valencia 1e etappe: Remco Evenepoel 2e etappe: Fabio Jakobsen 5e etappe: Fabio Jakobsen Puntenklassement: Fabio Jakobsen Jongerenklassement: Remco Evenepoel Ronde van Saoedi-Arabië Ploegenklassement: *1) Ronde van Oman 2e etappe: Mark Cavendish 4e etappe: Fausto Masnada Ronde van de Provence Puntenklassement: Julian Alaphilippe Ploegenklassement: *2) Ronde van de Algarve 1e etappe: Fabio Jakobsen 3e etappe: Fabio Jakobsen 4e etappe: Remco Evenepoel Eindklassement: Remco Evenepoel Puntenklassement: Fabio Jakobsen Jongerenklassement: Remco Evenepoel Ronde van de Verenigde Arabische Emiraten 2e etappe: Mark Cavendish Kuurne-Brussel-Kuurne Fabio Jakobsen | Parijs-Nice 2e etappe: Fabio Jakobsen Milaan-Turijn Mark Cavendish Internationale Wielerweek 1e etappe: Mauro Schmid 5e etappe: Josef Černý Ronde van Catalonië 5e etappe: Ethan Vernon 7e etappe: Andrea Bagioli Ronde van het Baskenland 2e etappe: Julian Alaphilippe Jongerenklassement: Remco Evenepoel Luik-Bastenaken-Luik Remco Evenepoel Ronde van Italië 3e etappe: Mark Cavendish Ronde van Hongarije 2e etappe: Fabio Jakobsen 3e etappe: Fabio Jakobsen Puntenklassement: Fabio Jakobsen Ronde van Noorwegen 1e etappe: Remco Evenepoel 3e etappe: Remco Evenepoel 5e etappe: Remco Evenepoel Eindklassement: Remco Evenepoel Jongereklassement: Remco Evenepoel Gullegem Koerse Remco Evenepoel | Elfstedenronde Fabio Jakobsen Ronde van België 3e etappe (ITT): Yves Lampaert 5e etappe: Fabio Jakobsen Eindklassement: Mauro Schmid Ronde van Zwitserland 8e etappe (ITT): Remco Evenepoel Ronde van Frankrijk 1e etappe: Yves Lampaert 2e etappe: Fabio Jakobsen Ronde van Wallonië 1e etappe: Julian Alaphilippe 4e etappe: Davide Ballerini Clásica San Sebastián Remco Evenepoel Ronde van Spanje 10e etappe (ITT): Remco Evenepoel 18e etappe: Remco Evenepoel Eindklassement: Remco Evenepoel Jongerenklassement: Remco Evenepoel Ronde van Slowakije Proloog: Ethan Vernon 1e etappe: Ethan Vernon Eindklassement: Josef Černý Kampioenschap van Vlaanderen Fabio Jakobsen Coppa Bernocchi Davide Ballerini |

*1) Ploeg Ronde van Saoedi-Arabië: Bagioli, Ballerini, Declercq, Keisse, Sénéchal, Steimle, Van Lerberghe
*2) Ploeg Ronde van de Provence: Alaphilippe, Devenyns, Serry, Van Wilder, Vervaeke
Mannen:   2003 · 2004 · 2005 · 2006 · 2007 · 2008 · 2009 · 2010 · 2011 · 2012 · 2013 · 2014 · 2015 · 2016 · 2017 · 2018 · 2019 · 2020 · 2021 · 2022 · 2023 · 2024 · 2025
Vrouwen:   2019 · 2020 · 2021 · 2022 · 2023 · 2024 · 2025
AG2R-Citroën · Astana Qazaqstan · Bahrain Victorious · BORA-hansgrohe · Cofidis · EF Education-EasyPost · Groupama-FDJ · INEOS Grenadiers · Intermarché-Wanty-Gobert Matériaux · Israel-Premier Tech · Lotto Soudal · Movistar Team · Quick Step-Alpha Vinyl · Team BikeExchange Jayco · Team DSM · Team Jumbo-Visma · Trek-Segafredo · UAE Team Emirates